# Aléxandros Giotópulos
Aléxandros Giotópulos (en grec: Αλέξανδρος Γιωτόπουλος) (París, 1944) és un traductor i activista polític grec, líder del grup armat marxista grec Organització Revolucionària 17 de Novembre (17N), que compleix una sentència de presó de vint-i-una cadenes perpètues, després que fos declarat culpable de terrorisme l'any 2003.
17N fou responsable de diversos assassinats de prominents polítics grecs i estrangers, periodistes, diplomàtics i empresaris. Després de la detenció i confessió de Savvas Xirós, un altre membre del 17N, després d'un intent d'atemptat fallit contra una companyia de transport d'hidroplans del Pireu, se'l va identificar com el seu principal líder.
Giotópulos va negar els càrrecs en contra seva, i es va descriure a si mateix com a víctima d'"una conspiració anglo-estatunidenca". A l'inici de la seva apel·lació, l'any 2005, va rebre el suport d'organitzacions d'esquerra i personalitats a França, on va néixer, incloent Alain Krivine i Pierre Vidal-Naquet. No obstant això, el 3 de maig de 2007, el tribunal d'apel·lacions va desestimar el recurs contra la seva condemna i la dels seus camarades del 17N.
Aléxandros Giotópulos va ser un destacat opositor de la junta militar de la dictadura dels Coronels (1967-1974). És fill de Dimitris Giotópulos, també conegut com a «Witte», líder del partit trotskista grec d'arqueomarxistes i un dels secretaris de Lev Trotski.